# Im Gwang-jae
Im Gwang-jae (kor. 임광재; ur. 22 lutego 1938 w Seulu) – południowokoreański zapaśnik walczący w stylu wolnym. Olimpijczyk z Rzymu 1960, gdzie zajął dziesiąte miejsce w kategorii do 57 kg.
Czwarty na igrzyskach azjatyckich w 1958 roku.

## Letnie Igrzyska Olimpijskie 1960
| Konkurencja      | Rundy eliminacyjne     | Rundy eliminacyjne   | Rundy eliminacyjne       | Klas. końcowa |
| Konkurencja      | Przeciwnik I           | Przeciwnik II        | Przeciwnik III           | Miejsce       |
| ---------------- | ---------------------- | -------------------- | ------------------------ | ------------- |
| 57 kg styl wolny | Luigi Chinazzo (ITA) P | Dermot Dunne (IRL) Z | Mohamed Yaghoubi (IRI) P | 10.           |